# Lava Point (Bryde-Insel)
Der Lava Point ist eine Landspitze am südöstlichen Ausläufer der Bryde-Insel vor der Danco-Küste des Grahamlands auf der Antarktischen Halbinsel. Sie ragt in den Paradise Harbour hinein.
Polnische Wissenschaftler benannten sie 1999 nach der Lava aus der Unterkreide, aus der die Landspitze besteht.